# Богоявленка (Оренбургская область)
Богоявле́нка — село в Домбаровском районе Оренбургской области, административный центр Заринского сельсовета.

## География
Находится на расстоянии примерно 13 километров по прямой на северо-восток от районного центра посёлка Домбаровский.

## Климат
Климат резко континентальный. Зима, как правило, малоснежная, суровая, холодная. Самый холодный месяц — январь. Средняя температура января — −16,5…−17 °С. Осадки за холодный период года (с ноября по март) составляют около 100 мм. Снежный покров устанавливается в середине ноября и исчезает в конце апреля. Высота снежного покрова менее 30 см. Весна развёртывается интенсивно. Быстро нарастает температура и прогревается земля. Безморозный период в среднем составляет 120—135 дней. Лето жаркое, начало обычно засушливое. Средняя температура июля +21,8 °С. Максимальная температура может доходить до +42 °С. Осадки за тёплый период года (с апреля по октябрь) составляют около 100—250 мм. Осенью начинаются утренние заморозки. Понижение температур происходит неравномерно. В конце октября температура опускается ниже нуля.

## История
Основано предположительно в 1910—1911 годах украинскими переселенцами. Село переселенцы построили на левом берегу р. Жарбутак. В 1911 году поселение Богоявленский входило в состав Верхне-Киимбаевской волости и называлось посёлком Теректышинский Актюбинского уезда Тургайской области. Позже (1913 год) была построена Богоявленская церковь и поселение стало носить официальное наименование Богоявленское (1914 год). В 1928 году в период коллективизации в селе Богоявленка был организован колхоз имени Будённого. В 1957 году колхоз им Будённого был реорганизован в одно из отделений совхоза «Домбаровский». В 1976 году образован новый козоводческий совхоз «Заря» с центральной усадьбой в селе Богоявленка. Совхоз в 1993 году был реорганизован в акционерное общество «Заря», ныне ООО «Золотая нива», центральная усадьба которого находится в селе Богоявленка, использует землю пайщиков под посевы зерновых культур.

## Население
Постоянное население составляло 544 человека в 2002 году (казахи 78 %), 377 человек в 2010 году.